# Leonardo Conti
Leonardo Conti, född 24 augusti 1900 i Lugano, död 6 oktober 1945 i Nürnberg, var en tysk läkare och nazistisk politiker. Han var Riksledare för sanitet och hälsa och ordförande för Nazitysklands läkarförening. Conti var även statssekreterare vid riksinrikesministeriet och en av de ansvariga för Nazitysklands eutanasiprogram, Aktion T4. Conti uppnådde i april 1944 tjänstegraden Obergruppenführer inom Schutzstaffel (SS).

## Biografi
Leonardo Conti var son till den schweiziske postdirektören Silvio Conti och dennes tyska hustru Nanna, född Pauli (1881–1951). Nanna Conti utnämndes 1933 till ledare för de tyska barnmorskornas riksförbund.

### Politisk aktivitet
Conti blev 1919 medlem av DNVP. Året därpå, 1920, deltog han i den misslyckade Kappkuppen, som leddes av politikern Wolfgang Kapp och generalen Walther von Lüttwitz. Kuppen hade till syfte att störta Weimarrepubliken och återinföra den tyska monarkin. Samma år anslöt sig Conti till frikåren Organisation Consul, som genom bland annat politiska mord sökte störta Weimarrepublikens demokratiska system. Organisation Consul låg bakom morden på Matthias Erzberger och Walther Rathenau. Conti var aktiv inom völkisch-rörelsen och var medlem i olika antisemitiska organisationer, bland annat Deutschvölkischer Schutz- und Trutzbund och Wikingbund.
Mellan 1924 och 1926 var Conti medlem av Deutschvölkische Freiheitspartei, ett nationalistiskt parti som ivrade för etnisk renhet och rashygien. År 1925 avlade han doktorsexamen med avhandlingen Über Weichteilplastik im Gesicht, en studie om ansiktsplastikkirurgi och etablerade sig inom kort som allmänläkare. Till en början hade han en privatklinik i München, men 1927 flyttade han till Berlin, där han gick med i NSDAP. En av hans patienter i Berlin var Horst Wessel. Conti deltog 1928 i uppbyggandet av SA:s hälsoavdelning. Tillsammans med Martin Bormann och läkaren Gerhard Wagner organiserade Conti Hilfskasse der NSDAP, partiets olycks- och ansvarsförsäkringskassa.

### SS-läkare
Conti inträdde 1930 i SS och blev året därpå ledamot av Berlins läkarförbund. Under de olympiska spelen i Berlin 1936 var Conti i egenskap av Berlins medicinalråd ansvarig för hälso- och sjukvården.
År 1939 utnämndes Conti till rikshälsoledare och ordförande för tyska läkarförbundet. I mitten av år 1939 initierade Adolf Hitler dödandet av fysiskt och mentalt handikappade vuxna. Vid ett möte med Conti, Bormann och chefen för rikskansliet, Hans Heinrich Lammers, klargjorde Hitler att dessa människor var att betrakta som "icke livsvärdiga". Hitler befullmäktige Conti med uppgiften att leda detta "barmhärtighetsmord", benämnt Aktion T4, men Conti blev inom kort utmanövrerad av Hitlers livläkare Karl Brandt och chefen för Führerkansliet, Philipp Bouhler. En annan anledning till sidsteppningen av Conti var Hitlers tvekan att involvera ett statligt departement, riksinrikesministeriet, i Aktion T4.

### Aktion T4
I januari 1940 installerades en eutanasianstalt i Brandenburg an der Havel. Vid ett inledande experiment deltog Conti och Brandt och gav dödliga injektioner till några utvalda patienter. Kemisten Albert Widmann skötte gaskammaren där åtta manliga patienter leddes in. Han förevisade institutets personal hur man förde in kolmonoxidgas i kammaren och hur man avpassade gasens styrka. I koncentrationslägret Buchenwald var Conti delaktig i experiment med tyfusvaccin.

### Gripande och död
Conti greps av allierade soldater i Flensburg den 19 maj 1945. I augusti fördes han till Nürnberg i avvaktan på rättegång för sin delaktighet i Aktion T4. Conti hängde sig i sin cell den 6 oktober 1945.

## Befordringar inom SS
- Standartenführer: 12 juni 1933
- Oberführer: 20 april 1934
- Brigadeführer: 30 januari 1938
- Gruppenführer: 1 oktober 1941
- Obergruppenführer: 20 april 1944

## Utmärkelser i urval
- Hedersärmvinkel (Ehrenwinkel der Alten Kämpfer)
- SA:s idrottsutmärkelse i brons (1937)
- SS Hederssvärd (Ehrendegen des Reichsführer-SS)
- SS-Ehrenring (Totenkopfring) (1937)
- Sudetenlandmedaljen (Medaille zur Erinnerung an den 1. Oktober 1938)
- Krigsförtjänstkorset av första klassen (1941)
- NSDAP:s tjänsteutmärkelse i brons och silver
- NSDAP:s partitecken i guld